# Inselkirche Langeoog

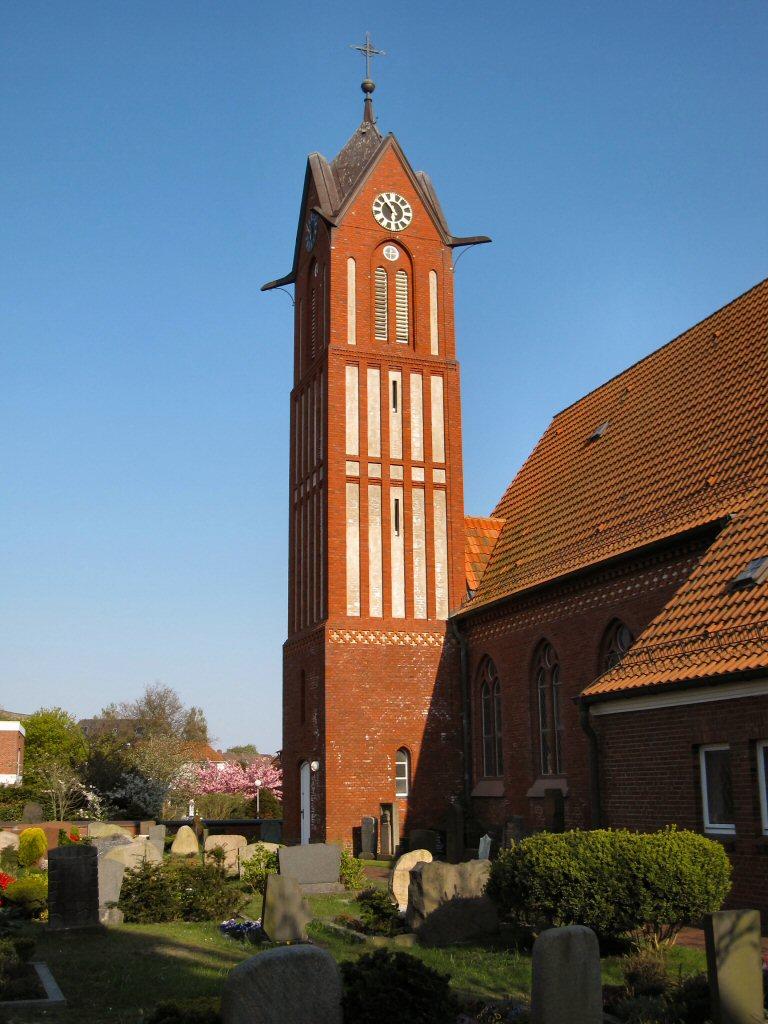
Inselkirche Langeoog

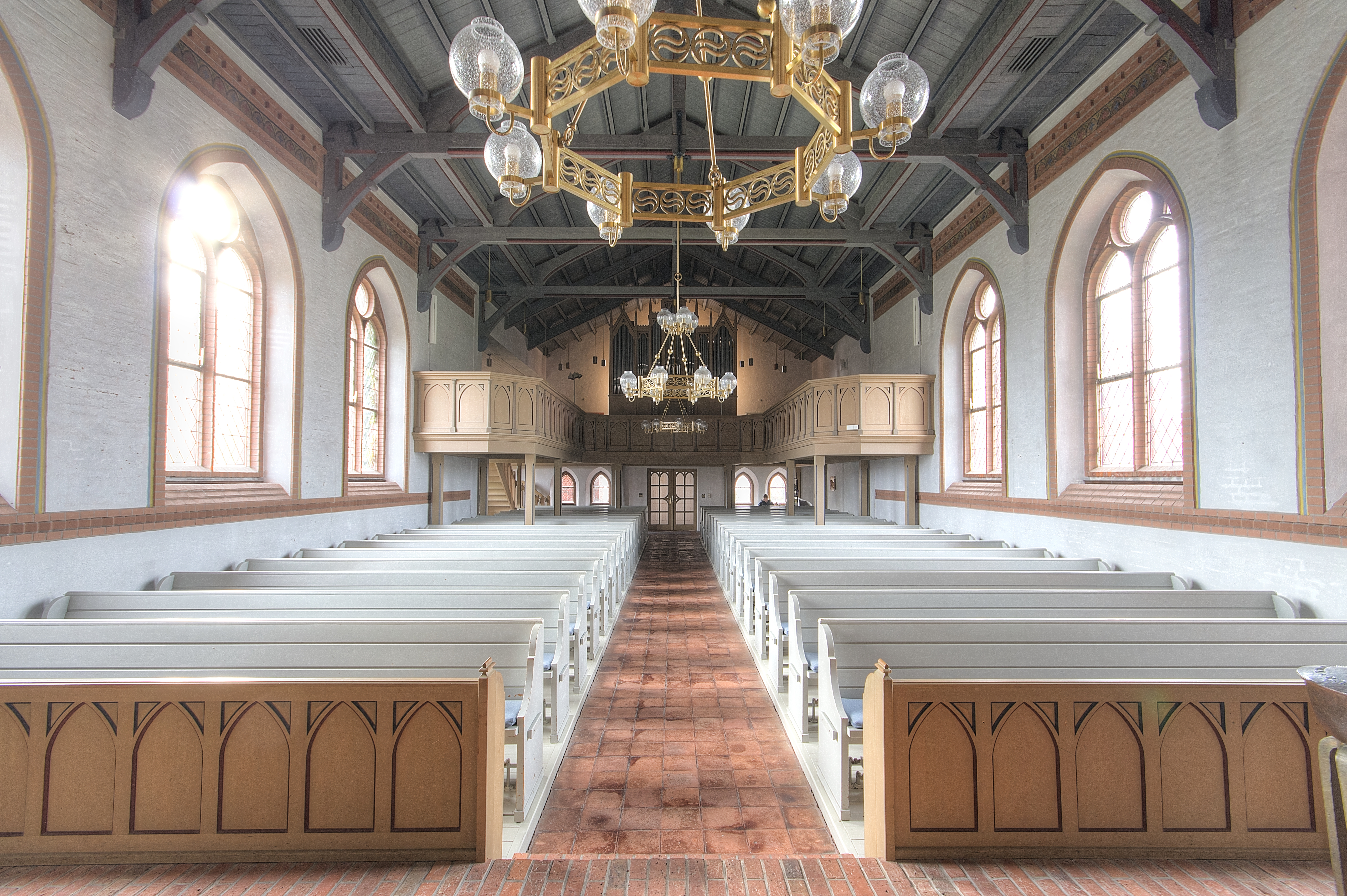
Inselkirche Langeoog Innenansicht

Die Inselkirche Langeoog ist eine evangelische Kirche auf der Nordseeinsel Langeoog.

## Geschichte

### Frühzeit
Die Besiedlung der ostfriesischen Inseln setzte im 14. Jahrhundert ein. Über die Anfänge der Kirche auf Langeoog ist nicht viel bekannt. Es gilt als belegt, dass 1666 nahe der Melkhörndünen ein Kirchenbau gestanden hat. Nachdem im Rahmen einer Kirchenvisitation 1700 dessen Zustand negativ bewertet wurde, baute man eine neue Kirche. Der Bau wurde 1706 abgeschlossen, allerdings ist nicht bekannt, wo sich dieser zweite Bau befand. Die Kirche, die aus Stein gebaut war, soll 28 mal 21 mal 12 Fuß gemessen haben.
Bei der Weihnachtsflut 1717 wurde dieser Bau der Kirche zerstört. Schon in den Jahrzehnten vor der Flut führten die Insulaner ein schweres Leben, von der Neujahrsflut 1721 bis 1723 allerdings war die Insel gänzlich unbewohnt. 1740 ordnete man die Insulaner der Esenser Kirche zu. Eine eigene Kirche für die Insel wurde erst im späten 19. Jahrhundert erbaut. Ab 1828 durfte der Vogt Tjark Eiben Gerdes Vorlesegottesdienste halten, in einer 1846 eröffneten Schule wurden Gottesdienste zelebriert und ab 1851 wirkte der Prediger Karl Heinrich Schaaf auf der Insel. Sei 1853 war Prediger Carl Friedrich Ennen für die Insel zuständig.
Währenddessen beantragte er beim königlichen Konsistorium Aurichs, einen eigenen Kirchbau für die Insel zu erhalten. Der Bau wurde durch Hauskollekten auf dem Festland finanziert. Am 19. September 1859 schließlich weihte man den dritten Bau ein, er war 30 bis 35 Meter lang, 13/14 Meter breit und besaß ein niedriges Ziegeldach. Dafür fehlten Glocken und -Turm. 1879 kann ein Glockenstuhl belegt werden. Dieser Kirchbau hatte jedoch ein Platzproblem, war er nämlich nur für 64 Besucher ausgerichtet und schon während des Baus hatte der Kirchenvorstand vermutet, der Bau könne langfristig zu klein sein. Die Baupläne jedoch konnten nicht mehr geändert werden.
Die Kirche ist nach derzeitigem Kenntnisstand das fünfte Gotteshaus in der Geschichte der Insel und wurde als Ersatz für die 1859 erbaute, damals 20 Meter südlich gelegene Vorgängerkirche auf einer bis dahin unbebauten Düne errichtet. Dieser Neubau war aufgrund der ansteigenden Zahl an Urlaubsgästen auf der Insel erforderlich geworden, da die bis dahin vorhandenen Räumlichkeiten nicht mehr ausreichten. Im Frühjahr 1890 erfolgte die Fertigstellung des Neubaus und am 29. Juni desselben Jahres fand die Einweihung des Baus durch den Oberkonsistorialrat zu Hannover und Abt zu Loccum Gerhard Uhlhorn statt.

### Heutige Kirche
Carl Friedrich Ennen wurde durch Peter Friedrich Ludwig Hoffmann als Inselgeistlicher ersetzt. Dieser verließ die Insel 1865 wieder. In den nächsten Jahren nahm der Tourismus immer mehr zu, sodass die Inselkirche wieder zu klein wurde. Friedrich Wilhelm Barkhausen setzte sich für einen neuen Kirchbau ein, obwohl die Gemeinde dafür kein Geld hatte. Da er Kurator des Klosters Loccum war, das auch auf Langeoog präsent ist und dort sehr einflussreich war, organisierte er, dass das Kloster die Kosten für einen Kirchenneubau übernahm. Als Gegenleistung allerdings durfte sich das Klosterkuratorium den Ort des Neubaus aussuchen und das alte Kirchengebäude abreißen. Nachdem die neue Kirche gebaut wurde, sollte deren weitere Finanzierung dann wieder der Gemeinde obliegen. Die neue Kirche wurde am 29. Juni 1890 eingeweiht.
Mit der neuen Kirche blieben die Geistlichen auch länger auf der Insel. 1894 kam Pastor Otto Harms zur Insel und blieb bis 1939 im Amt. Danach amtierte Heinrich von Osten als Pfarrer bis 1977, sein Nachfolger Klaus von Mering blieb bis 2001.

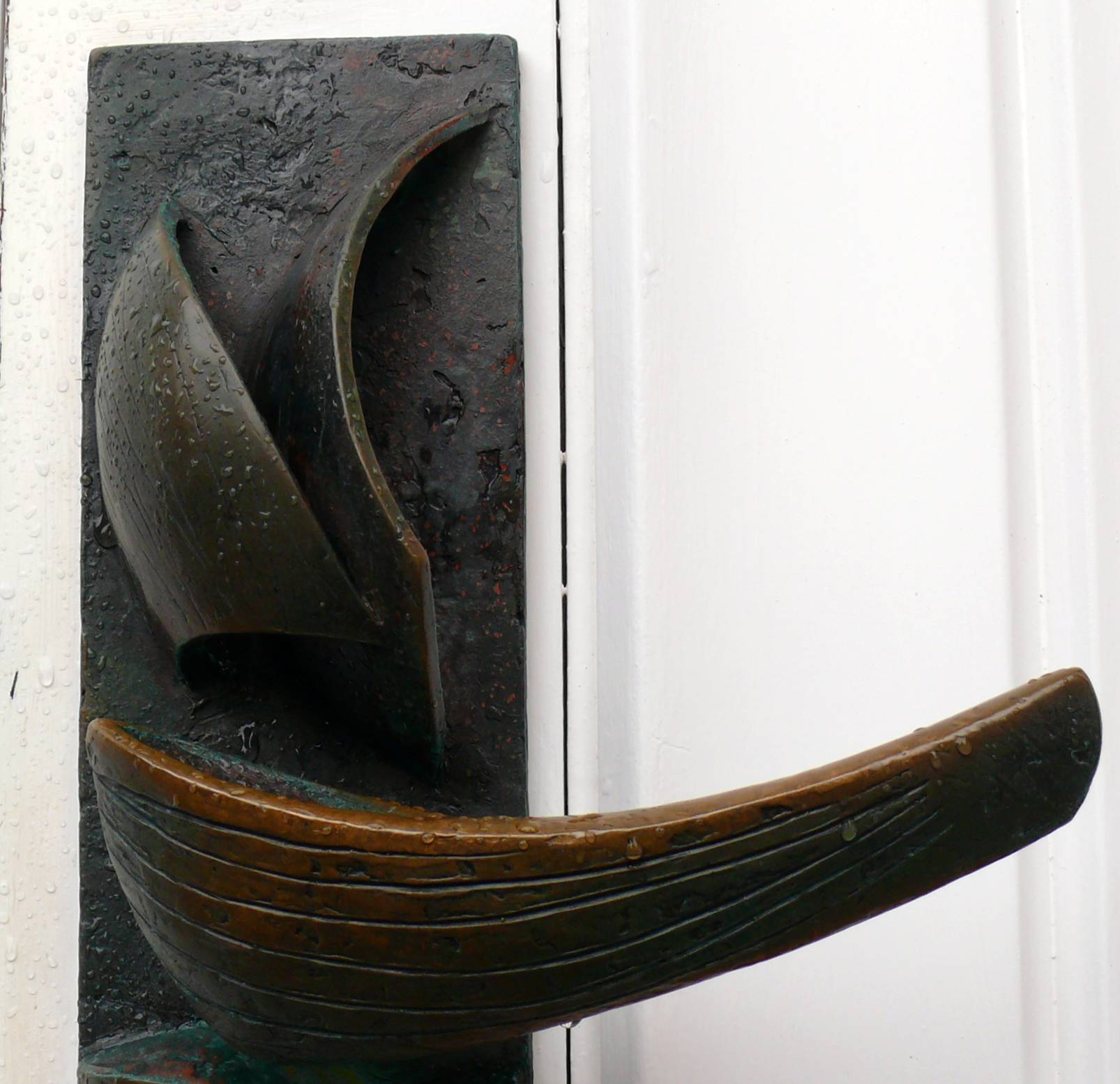
Türklinke am Eingangsportal

## Beschreibung
Der 24,5 Meter hohe Kirchbau ist den Formen der norddeutschen Backsteingotik nachempfunden. Er wurde seit dem Zweiten Weltkrieg mehrfach umgebaut und zwischen 1957 und 1959 auch erweitert.

## Ausstattung

### Schiffe als Ausstattungsmerkmal
Schiffe finden sich an mehreren Stellen der Inselkirche: Schon am Eingangsportal begrüßt einen ein Segelschiff als Türklinke. Siegfried Zimmer stellte den Türdrücker als Schiffsrumpf, im Beschlag darüber die Segel und darunter die Wellen dar. Über dem Lesepult hängt ein Votivschiff "Bethel" mit der Jahreszahl 1893, das von einem Langeooger Seemann, Caspar Döring, gebaut wurde, der nach einem Unfall auf seinem Schiff gelähmt war und nicht mehr zur See fahren konnte.

### Altarbild

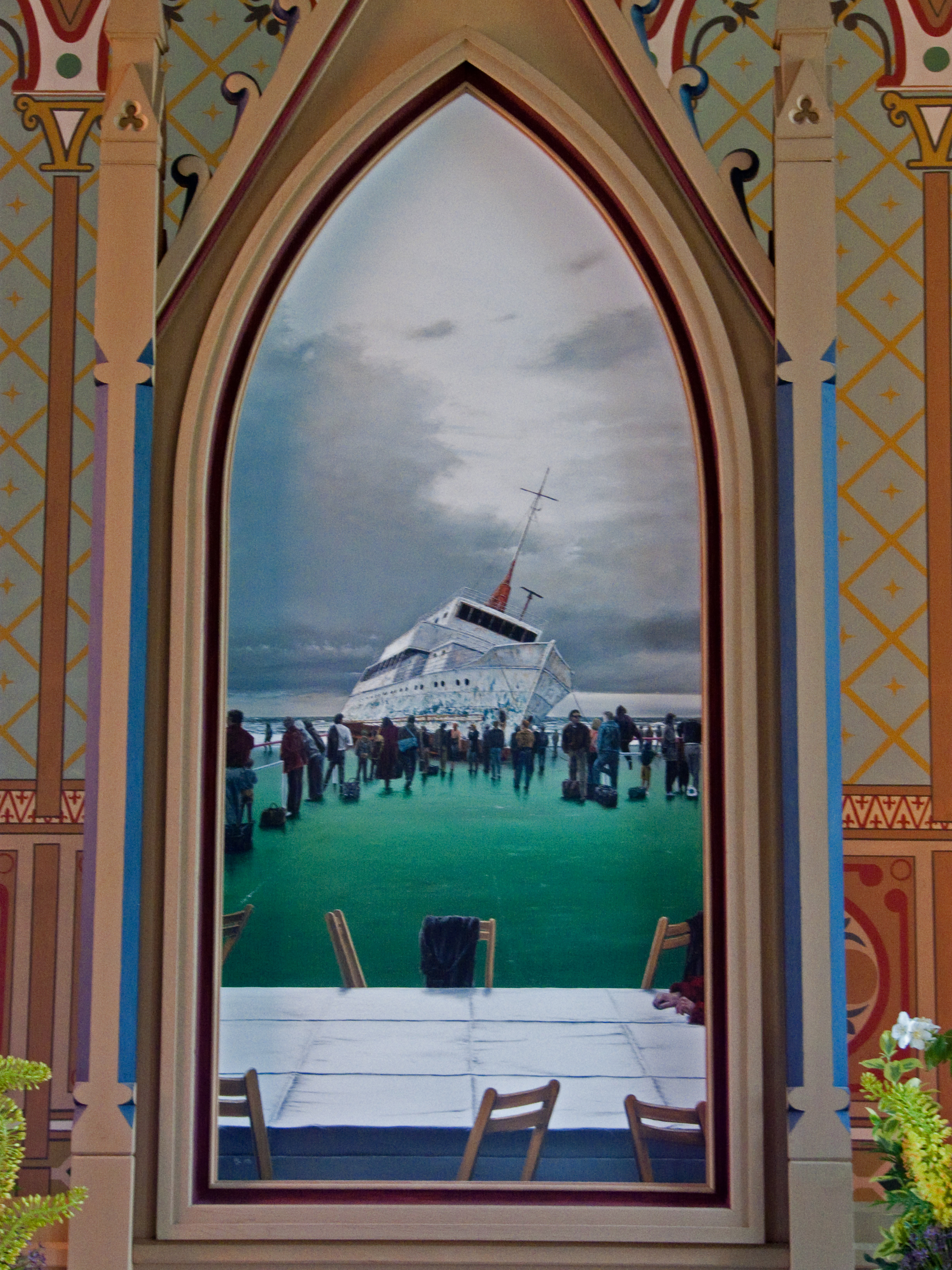
Altarbild

Das ungewöhnliche Altarbild schuf der Künstler Hermann Buß aus Norddeich anlässlich der Restaurierung der Inselkirche in den Jahren 1988/1989. Es zeigt als Leitmotiv ein gestrandetes Schiff und bildet einen Kontrast zu dem das Bild tragenden Retabel von 1889.
Im Vordergrund steht ein Tisch, an dem aber nur noch ein Gast sitzt, die anderen Stühle sind verlassen. Das Schiff im Hintergrund wirkt, als sei es aufgelaufen, gestrandet. Davor stehen auf einer größeren Fläche viele Menschen, so als ob sie auf etwas warteten, vielleicht auf eine Fähre. Das schräg liegende Schiff hat auf der Spitze ein Kreuz, das in den hellen Himmel ragt.

„Bilder sollen helfen, Fragen an sich zuzulassen. Sie sollen nicht die Vorstellungskraftund Interpretationsfähigkeit des Betrachters ersetzen, sondern diese in Gang setzen. ... Wer in der Lage ist, ohne Skrupel die Katastrophe der Kreuzigung unseres Religionsstifters als Kirchenbild zu ertragen, sollte auch die ‚Kreuze der Gegenwart‘ an einem solchen Ort ertragen können. Unsere Religion lehrt, dass aus dem scheinbar Trostlosen (Kreuzigung) Hoffnung (Auferstehung) erwächst. Ohne das Dunkle verkommt der Gottesglaube zu einer biedermeierlichen Ideylle.“

### Orgel

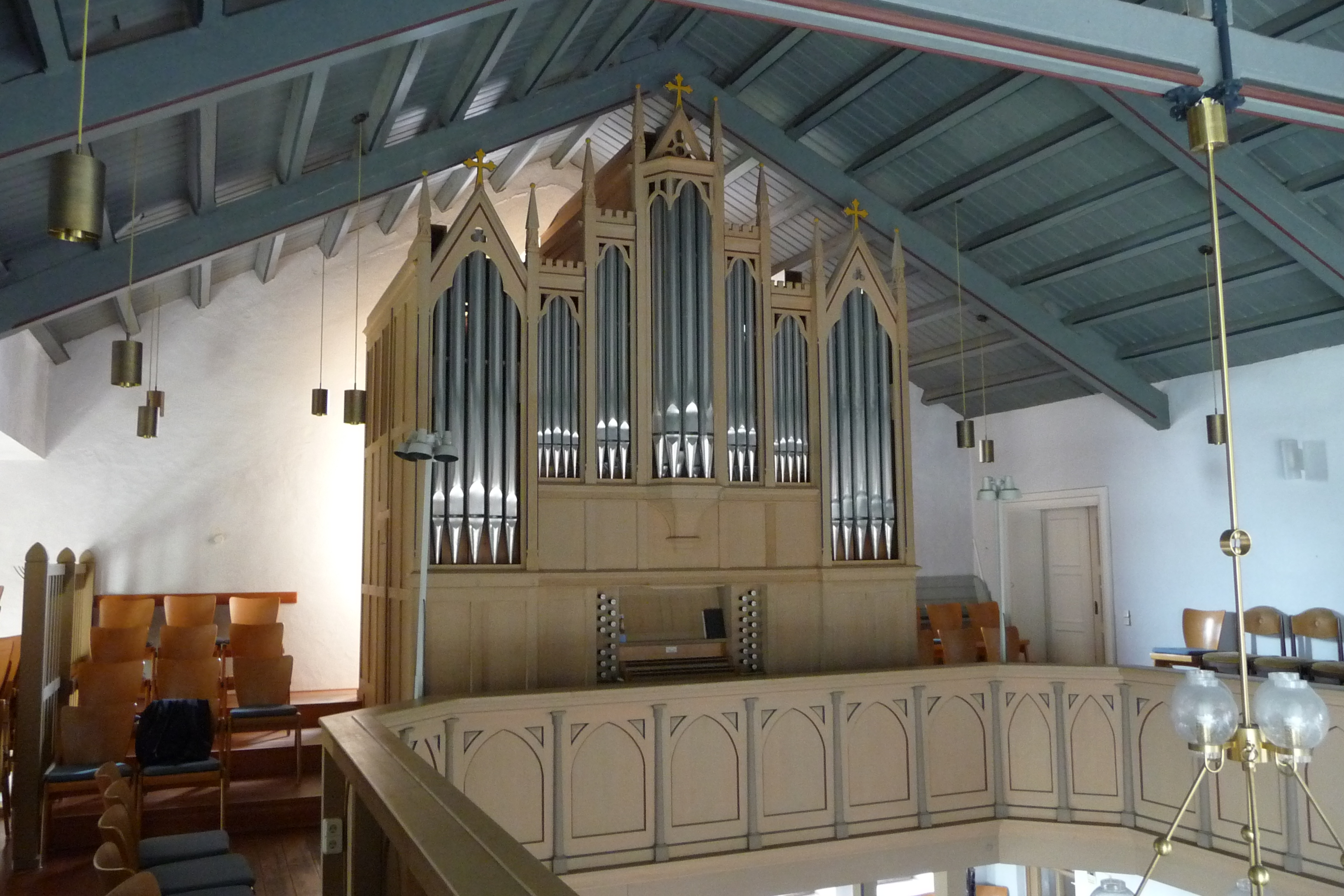
Führer-Orgel von 1992

In der Kirche, die etwa 400 Besucher aufnehmen kann, befindet sich eine Orgel der Orgelbaufirma Alfred Führer (Wilhelmshaven) aus dem Jahr 1992. Das Instrument hat 24 Register auf zwei Manualen und Pedal. Die Trakturen sind mechanisch.
| I Hauptwerk C–g3 |                    |    |
| 1.               | Prinzipal          | 8′ |
| 2.               | Rohrflöte          | 8′ |
| 3.               | Oktave             | 4′ |
| 4.               | Gedacktflöte       | 4′ |
| 5.               | Oktave             | 2′ |
| 6.               | Cornett IV (ab f0) |    |
| 7.               | Mixtur IV          |    |
| 8.               | Trompete           | 8′ |
|                  | Tremulant          |    |

| II Schwellwerk C–g3 |                 |        |
| 9.                  | Gedackt         | 8′     |
| 10.                 | Gamba           | 8′     |
| 11.                 | Vox celestes II | 8′     |
| 12.                 | Offenflöte      | 4′     |
| 13.                 | Nasard          | 2 ⁄3′  |
| 14.                 | Flageolet       | 2′     |
| 15.                 | Terz            | 1 3⁄5′ |
| 16.                 | Larigot         | 1 ⁄3′  |
| 17.                 | Sifflet         | 1′     |
| 18.                 | Oboe            | 8′     |
|                     | Tremulant       |        |

| Pedal C–f1 |          |     |
| 19.        | Subbaß   | 16′ |
| 20.        | Oktave   | 8′  |
| 21.        | Gedackt  | 8′  |
| 22.        | Oktave   | 4′  |
| 23.        | Posaune  | 16′ |
| 24.        | Trompete | 8′  |

- Koppeln: II/I, I/P, II/P

### Taufbecken
Das Taufbecken steht seit 1958 in der Kirche. Gerhard Schwartinsky hat in den Deckel eingraviert: „Wer das Reich Gottes nicht empfängt wie ein Kindlein, der wird nicht hineinkommen.“ Die Taube dient zum Anfassen am Deckel und Öffnen des Beckens, sie kommt steil von oben herabgeschossen, nur der Kopf ist waagerecht auf dem Deckel montiert.

### Kruzifix von Tisa von der Schulenburg
Über der Kanzel schmückt seit 1989 ein Kruzifix von Tisa von der Schulenburg die Kirche. Es ist aus Treibholz gefertigt, das am Strand gesammelt wurde. Der Korpus nimmt weniger als die Hälfte des Kruzifix’ ein.

### Kronleuchter
Die drei Kronleuchter der Inselkirche sind Radleuchtern nachempfunden, die das himmlische Jerusalem durch die Anzahl der Leuchten symbolisieren.

### Friedensleuchter und Christusfigur
Im rechten hinteren Teil der Kirche, steht ein Friedensleuchter, der Ende der 1980er Jahre aus dem Dialog mit einer Partnergemeinde in Sachsen entstand, und an der Wand ein schützender und schenkender Christus. Er, geschaffen von Fidelis Bentele (1905–1987), wurde 1978 von Werner Bührdel nach seiner Genesung der Inselkirche gestiftet.

### Schnitzreliefs „För ‚Uns Inselkark‘ mokt“
Der Insulaner Oskar Peters hat für die Inselkirche 1980 bis 1985 vier Reliefs geschaffe. „För ‚Uns Inselkark‘ mokt“ steht um das Bild herum zu lesen. Jesus und die Ehebrecherin, ein die Inselkirche segnender und schützender Christus, die Auferweckung des Jüngling von Naïn und die Heilung eines Blinden sind die Motive dieser Holzreliefs.

### Glocken
Der Glockenturm beherbergt fünf Glocken. Die erste mit dem Schlagton "c" wurde 1898 in Zehlendorf b. Berlin gegossen. Nach den Erweiterungsbauten Ende der 1950er Jahre kamen zwei weitere Glocken mit den Schlagtönen "d" und "f" hinzu. Die vierte, ein "a" schlagende Glocke wurde 1982 eingebracht. 1990 musste die älteste Glocke ersetzt werden. Seither läuten die jüngeren Glocken gemeinsam zum sonntäglichen Gottesdienst und zudem mehrfach täglich in unterschiedlicher Zusammensetzung. Die alte Glocke, die zu reißen drohte, schlägt seitdem tagsüber jeweils zur vollen Stunde.

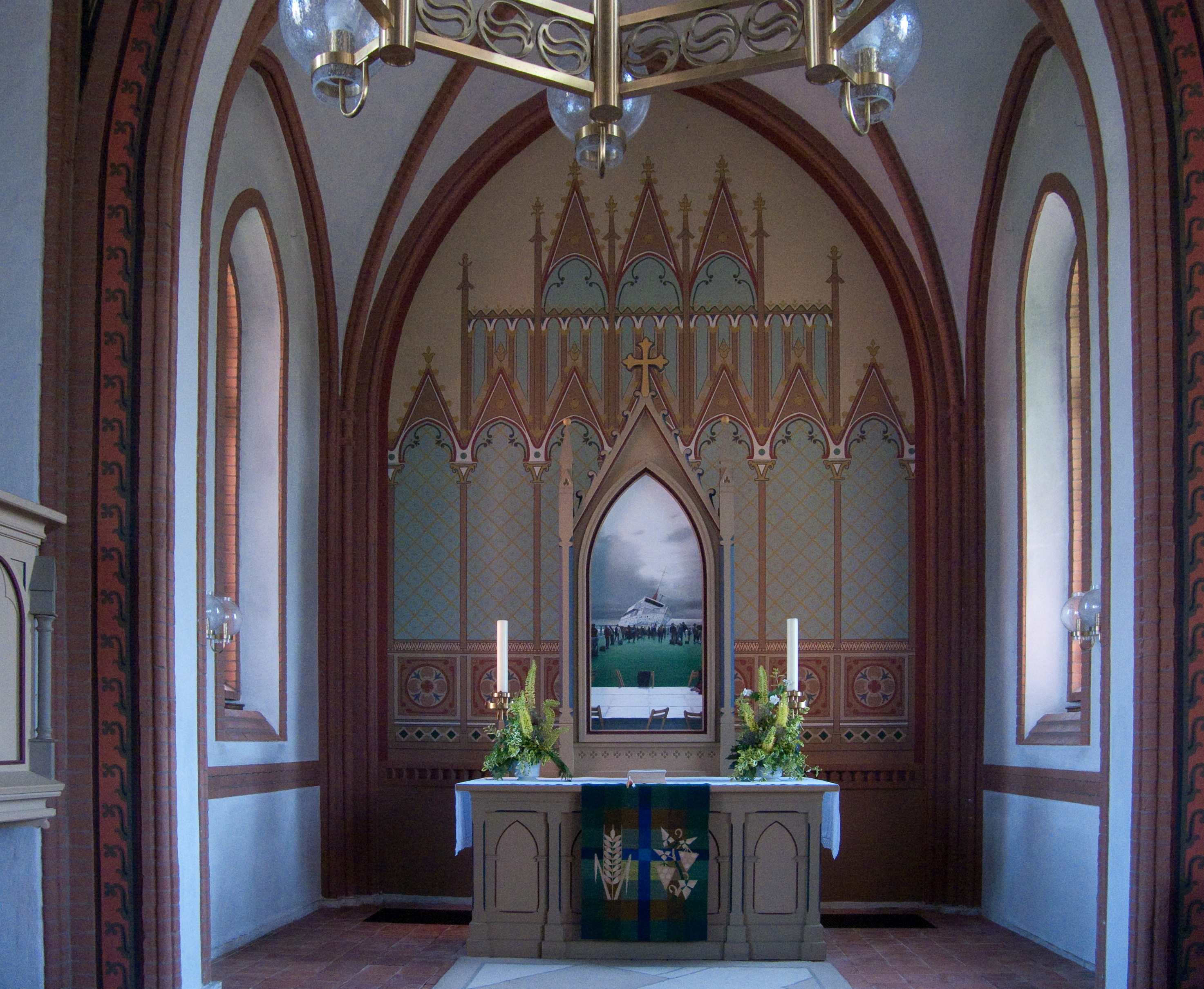
Altar der Kirche
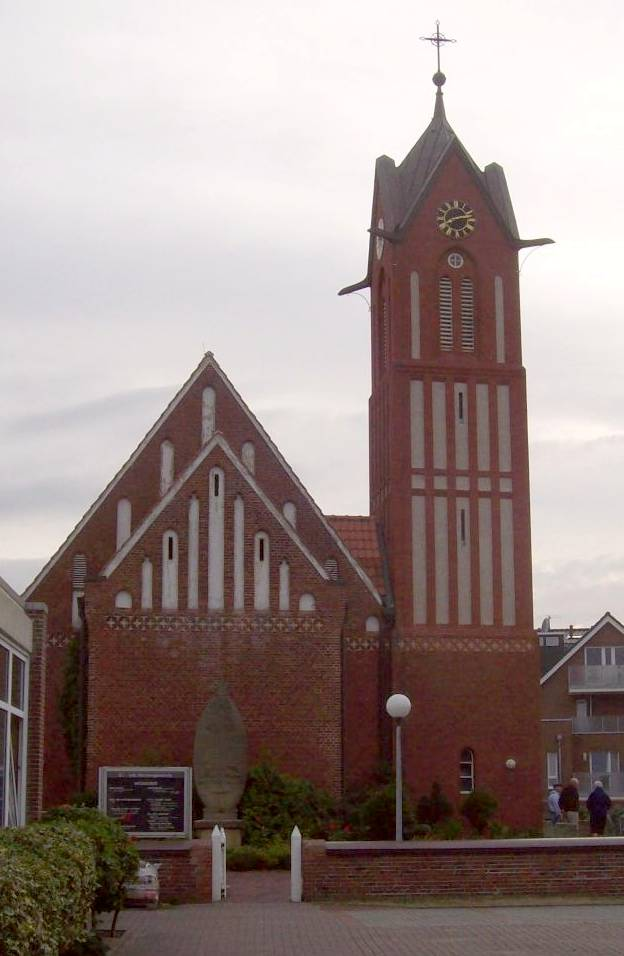
Rückseite der Kirche mit Kriegerdenkmal